# Motorville
Motorville war ein britischer Hersteller von Automobilen.

## Unternehmensgeschichte
Frank Collins, der zuvor für Fairthorpe tätig war, und sein Sohn Martin Colins gründeten 1987 das Unternehmen Motorville in Denham in der Grafschaft Buckinghamshire. Sie übernahmen ein Modell von Fairthorpe und begannen mit der Produktion von Automobilen und Kits. Der Markenname lautete Motorville. Ab 1989 setzte Motorville (Watford) Limited aus Watford in Hertfordshire die Produktion fort. 1993 endete die Produktion.
Insgesamt entstanden etwa zwölf Exemplare.

## Fahrzeuge
Das einzige Modell war eine Weiterentwicklung des Fairthorpe EM. Ein Semi-Spaceframe-Rahmen mit längerem Radstand als beim Original bildete die Basis. Darauf wurde eine offene Karosserie aus Fiberglas montiert. Die Karosserien boten wahlweise Platz für zwei oder 2 + 2 Personen. Vierzylindermotoren vom Ford Cortina und Ford Escort sowie V8-Motoren von Rover trieben die Fahrzeuge an.